# Гнилопять
Гнилопя́ть (устар. Гнилопядь, устар. Гнилопуть, Гниломет, Гнилотеть, Большая Пята; укр. Гнилоп'я́ть) — река в Винницкой и Житомирской областях Украины, правый приток реки Тетерев, системы Днепра. Длина реки около 90 км. Площадь водосбора — 1200 км², средний многолетний расход воды — 3,68 м³/с (по наблюдениям возле села Головинки Житомирского района на протяжении 40 лет).
В прошлые века река была судоходной, в настоящее же время по всей её длине построено около 10 плотин с водохранилищами.
Берега представляют обнажения гнейсов и гранитов.
На реке расположен город Бердичев.
На берегу реки Гнилопять, неподалёку от города Житомира, находится Шумское городище, датируемое IX веком, создание которого приписывают либо древлянам, либо представителям пражско-корчакской культуры.

## Упоминания
В 1593 году река называлась Большая Пята — «Город новоосёдлый Бердичев, находящийся на реке Большая Пята…»
Н. П. Дашкевич в книге «Болоховская земля и её значение в русской истории. Эпизод из истории Южной Руси в XIII и XIV столетиях», изданной в 1876 году, упоминает реку под названием «Гниломет». Дашкевич считал, что по верховьям р. Бога и по притокам обеих её сторон до поворота его на Ю., по верхнему течению Случи до впадения в неё Хомора и по верховьям Тетерева и его притокам не далее Гниломета (Гнилопяти) находилась Болоховская земля.
Есть упоминание как Гнилотеть (приток Тетерева).